# Grandview (Teksas)
Grandview je grad u američkoj saveznoj državi Teksas. Prema popisu stanovništva iz 2010. u njemu je živjelo 1.561 stanovnika.